# Émetteur de Malzéville

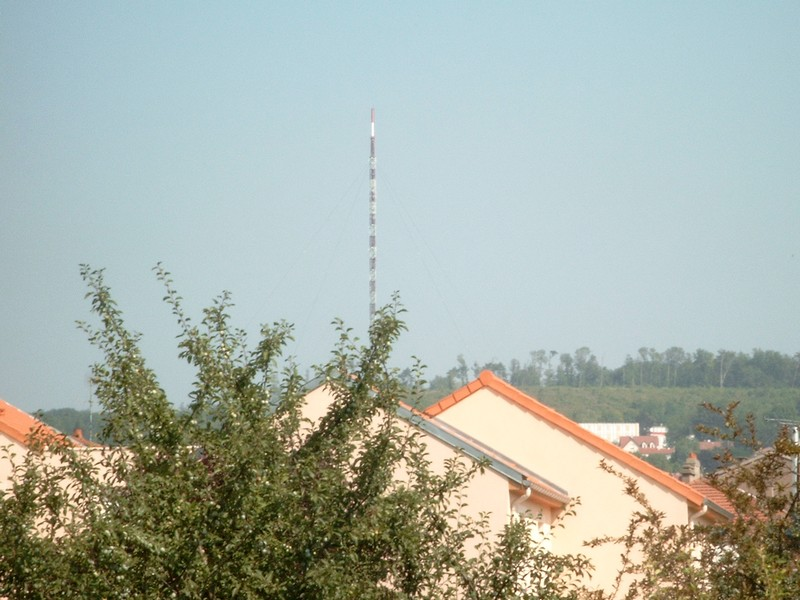
Émetteur sur le plateau de Malzéville.

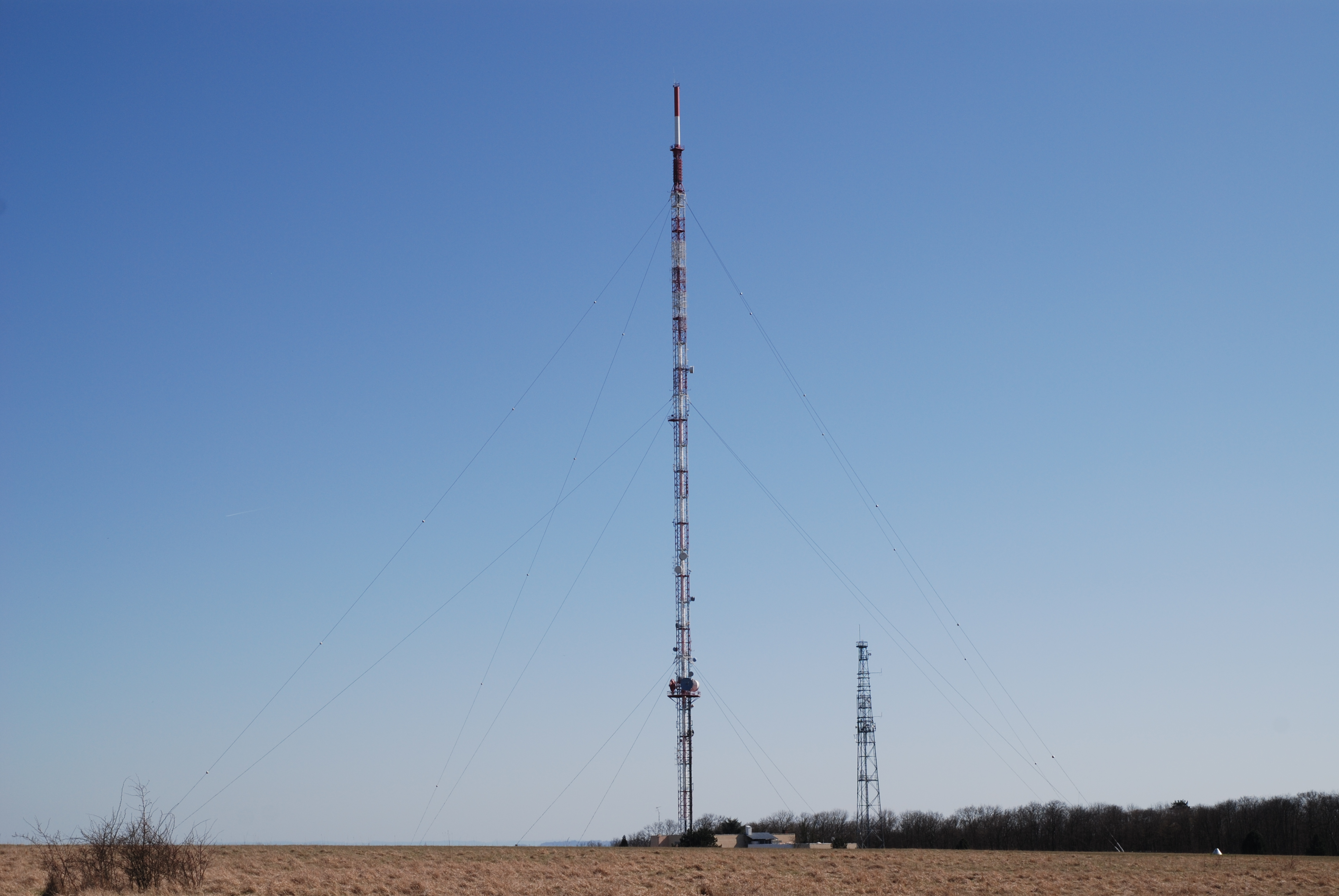
Vue depuis le plateau

L'émetteur de Malzéville ou de Nancy-Malzéville est un émetteur de télévision et de radio FM implanté à Malzéville, à l'est de Nancy, sur un plateau culminant à 384 m d'altitude. Sa mise en service date de 1965, en remplacement du premier émetteur de télévision installé à Vandœuvre-lès-Nancy en 1963. Il mesure 215 à 220 mètres de hauteur ; il est la deuxième plus haute structure de Lorraine après l'émetteur de Luttange, et la 25e plus haute structure de France.
Depuis le 31 octobre 2007, l'émetteur de Malzéville diffuse la TNT.

## RadioFM

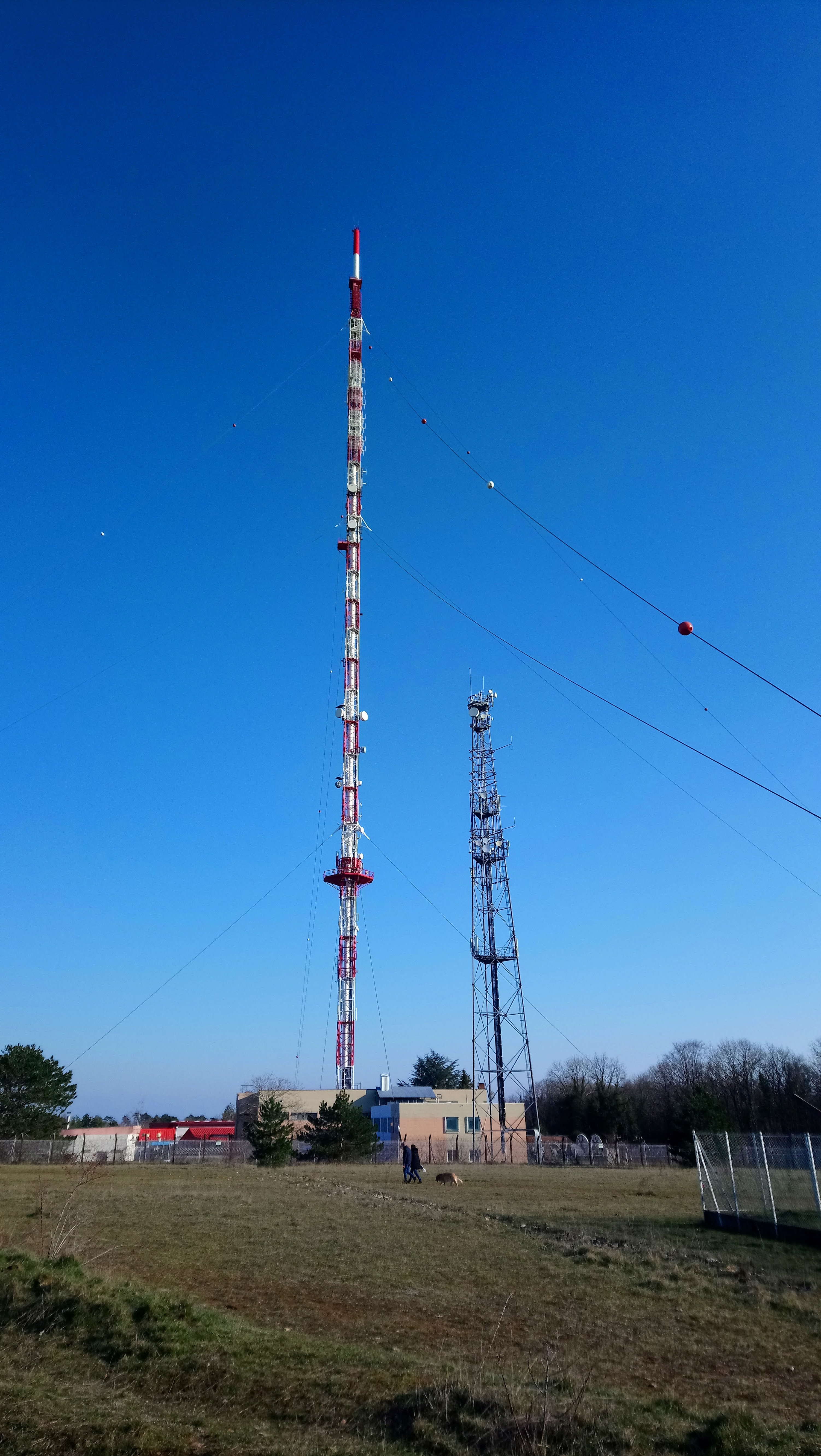
Les deux antennes de l'émetteur de Malzéville et les installations au sol.

L'émetteur de Malzéville diffuse toutes les radios FM privées sur Nancy (à l'exception de Radio Graffiti) et les radios publiques pour une partie de la Meurthe-et-Moselle. Une autre partie est couverte par le pylône du Bois de Châ, près de Longwy.
| Fréquence | Radio                   | Catégorie      | Puissance |
| --------- | ----------------------- | -------------- | --------- |
| 88.2      | Radio Classique         | D              | 1 kW      |
| 88.7      | France Culture          | Radio publique | 5 kW      |
| 89.9      | RMC                     | E              | 1 kW      |
| 90.7      | Radio Caraïb Nancy      | A              | 500 W     |
| 91.1      | M Radio                 | D              | 1 kW      |
| 91.7      | France Musique          | Radio publique | 5 kW      |
| 92.9      | Direct FM               | B              | 1 kW      |
| 93.7      | RCF Lorraine Nancy      | A              | 1 kW      |
| 94.2      | Fajet                   | A              | 1 kW      |
| 94.8      | RTL2                    | D              | 1 kW      |
| 95.3      | Nostalgie Lorraine      | C              | 1 kW      |
| 95.7      | Skyrock                 | D              | 1 kW      |
| 96.1      | Virgin Radio Lorraine   | C              | 1 kW      |
| 96.9      | France Inter            | Radio publique | 5 kW      |
| 97.9      | Radio Soleil            | A              | 500 W     |
| 99.2      | Magnum la radio         | B              | 1 kW      |
| 100.5     | Ici Sud Lorraine        | Radio publique | 5 kW      |
| 100.9     | RDS programme Chérie FM | C              | 1 kW      |
| 102.3     | RFM Est                 | C              | 1 kW      |
| 103.3     | Fun Radio Lorraine      | C              | 1 kW      |
| 104.1     | BFM Business            | D              | 1 kW      |
| 105.1     | RTL                     | E              | 1 kW      |
| 105.5     | Europe 1                | E              | 1 kW      |
| 105.9     | France Info             | Radio publique | 5 kW      |
| 107.1     | NRJ Lorraine            | C              | 1 kW      |

## Télévision

### Diffusion analogique
| Numéro de chaîne | Chaîne                                | Canal | Gamme d'ondes | Polarisation | Puissance  |
| ---------------- | ------------------------------------- | ----- | ------------- | ------------ | ---------- |
| 1                | TF1                                   | 23    | UHF           | Horizontale  | 180 kW PAR |
| 2                | France 2                              | 29    | UHF           | Horizontale  | 180 kW PAR |
| 3                | France 3 Nancy                        | 26    | UHF           | Horizontale  | 180 kW PAR |
| 4                | Canal+                                | 8     | VHF           | Horizontale  | 30 kW PAR  |
| 5                | France 5 (03h à 19h) Arte (19h à 03h) | 55    | UHF           | Horizontale  | 4 kW PAR   |
| 6                | M6                                    | 43    | UHF           | Horizontale  | 5 kW PAR   |

- NB : jusqu'au 25 avril 2008 (date de l'arrêt), le canal 43 de M6 diffusait le flash local du 6 Minutes Nancy.

Par décision du CSA le 9 juin 2009, l'arrêt de la télévision analogique en Lorraine est effectif depuis le 28 septembre 2010,.
- RTL Télévision puis RTL TV et RTL9 en Lorraine jusqu'au 31 décembre 2010 sur la chaîne n°7.

### Diffusion numérique
- Démarrage 31 octobre 2007
- Puissance : 50 kW depuis le 29 septembre 2010 en polarisation horizontale[3]

| Multiplex | Canaux jusqu'au 28 septembre 2010 | Canaux à partir du 29 septembre 2010 |
| --------- | --------------------------------- | ------------------------------------ |
| R1        | 27                                | 28                                   |
| R2        | 47                                | 26                                   |
| R3        | 61                                | 43                                   |
| R4        | 58                                | 22                                   |
| R5        | 24                                | 29                                   |
| R6        | 65                                | 33                                   |
| R7        | 21                                | 34                                   |

La Lorraine bascule au tout numérique dans la nuit du 28 au 29 septembre 2010. Les principaux émetteurs de Lorraine (dont Malzéville) ont été remis en marche dans le courant de la nuit, puis les secondaires (réémetteurs dans les zones d'ombres de la région, et principalement sur le massif vosgien) jusqu'à 19h le 29.

### La composition des multiplex jusqu'au 5 avril 2016
Chaque multiplex contient un maximum de 6 canaux. Certains canaux sont partagés entre plusieurs chaînes locales ou nationales.
La composition des multiplex a été remaniée en automne 2005 puis en décembre 2006. Trois opérateurs sont en jeu ; opérateur de contenu, opérateur de multiplex et un opérateur de diffusion. À noter que le multiplex 5 n'avait pas encore d'opérateur.

#### Multiplex R1
| No | Nom de la chaîne  |
| -- | ----------------- |
| 2  | France 2          |
| 3  | France 3 Lorraine |
| 5  | France 5          |
| 13 | LCP               |
| 19 | France Ô          |

#### Multiplex R2
| No | Nom de la chaîne |
| -- | ---------------- |
| 8  | D8               |
| 14 | France 4         |
| 15 | BFM TV           |
| 16 | I-Télé           |
| 17 | D17              |
| 18 | Gulli            |

#### Multiplex R3
| No | Nom de la chaîne |
| -- | ---------------- |
| 4  | Canal+           |
| 42 | Canal+ Sport     |
| 43 | Canal+ Cinéma    |
| 45 | Planète+         |

#### Multiplex R4
| No | Nom de la chaîne |
| -- | ---------------- |
| 6  | M6               |
| 9  | W9               |
| 11 | NT1              |
| 41 | Paris Première   |
| 57 | Arte HD          |

#### Multiplex R5
| No | Nom de la chaîne |
| -- | ---------------- |
| 51 | TF1 HD           |
| 52 | France 2 HD      |
| 56 | M6 HD            |

#### Multiplex R6
| No | Nom de la chaîne |
| -- | ---------------- |
| 1  | TF1              |
| 7  | Arte             |
| 10 | TMC              |
| 12 | NRJ 12           |
| 48 | LCI              |

#### Multiplex R7
| No | Nom de la chaîne |
| -- | ---------------- |
| 20 | HD1              |
| 21 | L'Équipe 21      |
| 25 | Chérie 25        |

#### Multiplex R8
| No | Nom de la chaîne |
| -- | ---------------- |
| 22 | 6ter             |
| 23 | Numéro 23        |
| 24 | RMC Découverte   |

### La composition des multiplex du 5 avril 2016 au 27 mars 2018
Dès le 5 avril, la TNT passe à la norme Haute définition MPEG-4. Les multiplexes R5 et R8 disparaissent et une refonte des autres multiplexes est mise en place.
| Multiplex | Canal | Polarisation | Puissance | Diffuseur |
| --------- | ----- | ------------ | --------- | --------- |
| R1        | 53    | Horizontale  | 50 kW     | Towercast |
| R2        | 26    | Horizontale  | 31 kW     | TDF       |
| R3        | 23    | Horizontale  | 50 kW     | TDF       |
| R4        | 22    | Horizontale  | 50 kW     | TDF       |
| R6        | 52    | Horizontale  | 50 kW     | OneCast   |
| R7        | 51    | Horizontale  | 50 kW     | Itas Tim  |

#### Multiplex R1
| Numéro de chaîne | Nom de la chaîne  |
| ---------------- | ----------------- |
| 2                | France 2          |
| 3                | France 3 Lorraine |
| 14               | France 4          |
| 19               | France Ô (SD)     |
| 27               | France Info (SD)  |

#### Multiplex R2
| Numéro de chaîne | Nom de la chaîne |
| ---------------- | ---------------- |
| 8                | C8               |
| 15               | BFM TV           |
| 16               | CNews            |
| 17               | CStar            |
| 18               | Gulli            |

#### Multiplex R3
| Numéro de chaîne | Nom de la chaîne    | Type de diffusion |
| ---------------- | ------------------- | ----------------- |
| 4                | Canal+              | Semi-payante      |
| 26               | LCI (SD)            | Gratuite          |
| 41               | Paris Première (SD) | Semi-payante      |
| 42               | Canal+ Sport        | Semi-payante      |
| 43               | Canal+ Cinéma       | Payante           |
| 45               | Planète+            | Payante           |

#### Multiplex R4
| Numéro de chaîne | Nom de la chaîne |
| ---------------- | ---------------- |
| 5                | France 5         |
| 6                | M6               |
| 7                | Arte             |
| 9                | W9               |
| 22               | 6ter             |

#### Multiplex R6
| Numéro de chaîne | Nom de la chaîne |
| ---------------- | ---------------- |
| 1                | TF1              |
| 10               | TMC              |
| 11               | TFX              |
| 12               | NRJ 12           |
| 13               | LCP              |

#### Multiplex R7
| Numéro de chaîne | Nom de la chaîne |
| ---------------- | ---------------- |
| 20               | TF1 Séries Films |
| 21               | L'Équipe         |
| 23               | Numéro 23        |
| 24               | RMC Découverte   |
| 25               | Chérie 25        |

### Depuis le 27 mars 2018
| Multiplex | Canal | Polarisation | Puissance | Diffuseur |
| --------- | ----- | ------------ | --------- | --------- |
| R1        | 28    | Horizontale  | 50 kW     | TDF       |
| R2        | 26    | Horizontale  | 31 kW     | TowerCast |
| R3        | 43    | Horizontale  | 50 kW     | TDF       |
| R4        | 22    | Horizontale  | 50 kW     | TDF       |
| R6        | 33    | Horizontale  | 50 kW     | TDF       |
| R7        | 34    | Horizontale  | 50 kW     | TowerCast |

#### Multiplex R1 (canal 28)
| Numéro de chaîne | Nom de la chaîne  |
| ---------------- | ----------------- |
| 2                | France 2          |
| 3                | France 3 Lorraine |
| 14               | France 4          |
| 27               | France Info       |

#### Multiplex R2 (canal 26)
| Numéro de chaîne | Nom de la chaîne |
| ---------------- | ---------------- |
| 8                | C8               |
| 15               | BFM TV           |
| 16               | CNews            |
| 17               | CStar            |
| 18               | Gulli            |

#### Multiplex R3 (canal 43)
| Numéro de chaîne | Nom de la chaîne    | Type de diffusion |
| ---------------- | ------------------- | ----------------- |
| 4                | Canal+              | Semi-payante      |
| 26               | LCI (SD)            | Gratuite          |
| 41               | Paris Première (SD) | Semi-payante      |
| 42               | Canal+ Sport        | Semi-payante      |
| 43               | Canal+ Cinéma(s)    | Payante           |
| 45               | Planète+            | Payante           |

#### Multiplex R4 (canal 22)
| Numéro de chaîne | Nom de la chaîne |
| ---------------- | ---------------- |
| 5                | France 5         |
| 6                | M6               |
| 7                | Arte             |
| 9                | W9               |
| 22               | 6ter             |

#### Multiplex R6 (canal 33)
| Numéro de chaîne | Nom de la chaîne |
| ---------------- | ---------------- |
| 1                | TF1              |
| 10               | TMC              |
| 11               | TFX              |
| 12               | NRJ 12           |
| 13               | LCP              |

#### Multiplex R7 (canal 34)
| Numéro de chaîne | Nom de la chaîne |
| ---------------- | ---------------- |
| 20               | TF1 Séries Films |
| 21               | L'Équipe         |
| 23               | RMC Story        |
| 24               | RMC Découverte   |
| 25               | Chérie 25        |

## Téléphonie mobileet autres réseaux
À côté du pylône haubané se trouve un pylône autostable, détenu par TDF, possédant des relais mobiles pour Bouygues Telecom et SFR faisant circuler des ondes 2G, 3G et 4G et des données par faisceau hertzien.
Sur le pylône autostable, TDF reçoit et transmet des données par faisceau hertzien. Des récepteurs pour l'opérateur de radiomessagerie E*Message est présent sur le pylône haubané ainsi que d'autres pour la communication d'EDF (en COM TER) et pour TWS International en faisceau hertzien.